# Antonio Lussich
Antonio Dionisio Lussich Griffo (Montevideo, 23 de marzo de 1848 - Ib., 5 de junio de 1928) fue un armador, arboricultor y escritor uruguayo.

## Biografía
Fue hijo de Filip Lussich, marino mercante croata llegado al Río de la Plata en 1840 de la isla de Brač en la costa dálmata de Croacia, y de la italiana Carmen Griffo. Se educó en el Colegio Alemán de Montevideo. Tuvo varios hermanos, entre ellos Arturo Lussich, quien sería un destacado político perteneciente al Partido Nacional.
Afiliado al Partido Nacional, se alistó en 1870 como soldado en el ejército de Timoteo Aparicio para luchar contra el gobierno de Lorenzo Batlle, así como en la Revolución Tricolor de 1872. 
Cultivó la literatura gauchesca, destacándose su poema Los tres gauchos orientales (Coloquio entre los paisanos Julián Giménez, Mauricio Baliente y José Centurión sobre la Revolución Oriental en circunstancias del desarme y pago del ejército), considerado por Jorge Luis Borges un antecesor del Martín Fierro del argentino José Hernández. Participó junto a Elías Regules, El «Viejo Pancho», Javier de Viana, Juan Escayola, Martiniano Leguizamón y Domingo Lombardi, entre otros, de la publicación El Fogón, la más importante que tuvo la región en el género gauchesco, que viera la luz en septiembre de 1895, fundada por Orosmán Moratorio y Alcides de María.
El 5 de octubre de 1896 adquirió 1800 hectáreas de terreno virgen en Punta Ballena, en las inmediaciones de la actual Punta del Este, casi sobre la costa del Río de la Plata, e inicia su gran obra, la creación del Arboretum Lussich, un enorme jardín botánico natural. En 1909 participó, junto al Intendente de Maldonado, Juan Gorlero, en la reforestación con pinos marítimos de la Isla Gorriti, cuya fauna y vegetación original había sido devastada por un incendio en 1894.
En 1917 vendió su participación en la compañía naviera fundada por su padre a la Administración Nacional de Puertos para dedicarse a tiempo completo a su pasión.
Falleció en 1928 y está sepultado en Punta Ballena.

## Obras literarias
- Los tres gauchos orientales (Imprenta de La Tribuna, 1872)
- El matrero Luciano Santos (1873)
- Cantalicio Quirós y Miterio Castro (1883)